# Ombrer deth Montardo
L'Ombrer deth Montardo (en català Obaga del Montardo) és la pala amb una forta pendent que forma el vessant nord del cim del Montardo, situada per tant al Pirineu axial i orientada de nord a sud. Està encerclada per muntanyes amb altituds d'entre 2.850 i 2.400 metres excepte al nord, on resta oberta i descendeix de forma molt abrupta des del cim del Montardo a 2.833 metres fins a la planúria de Plan de Nera a 1.413 metres. Forma part dels circs de capçalera de Valarties.
L’Ombrer deth Montardo és al sud de la Vall d'Aran, al municipi de Naut Aran, i forma part de la zona perifèrica del Parc Nacional d'Aigüestortes i Estany de Sant Maurici. La vista tradicional del Montardo des d'Arties és la de l'Obaga.

## Descripció general
L’Ombrer deth Montardo està limitat per les següents serralades:
- Sèrra de Sauvadies a l'est, que el separa del Circ del Montardo.
- Agulhes deth Montardo al sud, separant-lo de la vall de l'estany del Cap del Port del Circ de Restanca, i a l'oest separant-lo de la vall de Rius.
- L'obaga resta oberta al nord, obrint-se a la vall de Rius.

El massís del Montardo és travessat per la canalització d’aigua entre l'estany de la Restanca i l'estany de Montcasau i que construí la Sociedad Productora de Fuerzas Motrices en la primera meitat dels anys 50 dels segle xx. A la part alta de l’Ombrèr s’hi establí un campament pels obrers que construïren una galeria secundària i perpendicular a la principal que servia per accedir-hi per desenrunar

## Rius
De l'Ombrer deth Montardo neix el riu Barranc d'Aigües Hondes, que desaigua en el riu Ribèra de Rius.